# 제66회 미국 감독 조합상
제66회 미국 감독 조합상은 2013년 뛰어난 활동을 보인 영화 감독을 기리기 위해 2014년 1월에 열린 시상식이다. 미국 캘리포니아주 LA 하얏트 리젠시 센추리 플라자에서 개최되었다.

## 수상 및 후보

### 감독상(영화부문)
- 그래비티 - 알폰소 쿠아론 수상
- 캡틴 필립스 - 폴 그린그래스
- 노예 12년 - 스티브 맥퀸
- 아메리칸 허슬 - 데이빗 O. 러셀
- 더 울프 오브 월 스트리트 - 마틴 스코세이지

### 감독상(TV정기편성부문)
- 새터데이 나잇 라이브 - 돈 로이 킹 수상
- 레이트 나이트 위드 지미 펄론 - DAVE DIOMEDI
- 지미 키멜 라이브! - 앤디 피셔
- 콜버트 리포트 - 짐 호스킨슨
- 더 데일리 쇼 위드 존 스튜어트 - 척 오닐

### 감독상(특별부문)
- The 67th Annual Tony Awards - 글렌 웨이스 수상
- Louis C.K.: Oh My God - 루이스 C.K.
- 2013 Rock and Roll Hall of Fame Induction Ceremony - 조엘 갤렌
- The 55th Annual Grammy Awards - 루이스 J. 호빗츠
- The 85th Annual Academy Awards - 돈 미쉘

### 감독상(드라마시리즈)
- 브레이킹 배드 시즌5 - 빈스 길리건 수상
- 브레이킹 배드 시즌5 - 브라이언 크랜스톤
- 하우스 오브 카드 - 데이빗 핀처
- 홈랜드 시즌3 - 레슬리 링카 글래터
- 왕좌의 게임 3 - 데이빗 너터

### 감독상(미니시리즈)
- 쇼를 사랑한 남자 - 스티븐 소더버그 수상
- 무하마드 알리스 그레이티스트 파이트 - 스티븐 프리어스
- 필 스펙터 - 데이비드 마멧
- The Sound of Music Live! - 베스 맥카시-밀러 외 1명
- 킬링 케네디 - 넬슨 맥코믹

### 감독상(코미디시리즈)
- 30 락 시즌7 - 베스 맥카시-밀러 수상
- 빅 뱅 이론 6 - 마크 센드로스키
- 모던 패밀리 5 - 브라이언 크랜스톤
- 모던 패밀리 5 - 게일 맨쿠소
- 빅 뱅 이론 6 - ANTHONY RICH

### 감독상(리얼리티쇼)
- 72 Hours - NEIL P. DeGROOT 수상
- 도전! FAT 제로 - 매튜 바틀리
- 탑 쉐프 - 폴 스타크맨
- The Hero - J. 루퍼트 톰슨
- 어메이징 레이스 - 버트램 반 먼스터

### 감독상(어린이프로그램)
- 어폴로지 투 엘리펀츠 - 아미 샤츠 수상
- Jinxed - 스티븐 헤렉
- 틴 비치 무비 - 제프리 호나데이
- Swindle - 조나단 저지
- A.N.T. Farm - 애덤 웨이스만

### 감독상(다큐멘터리부문)
- 더 스퀘어 - 젠느 누젬 수상
- 큐티 앤드 더 복서 - 재커리 하인저링
- 액트 오브 킬링 - 조슈아 오펜하이머
- 우리가 들려줄 이야기 - 사라 폴리
- 더 크래쉬 릴 - 루시 워커

### 감독상(광고부문)
- 마틴 드 스라 수상
- 프레드릭 본드
- JOHN X. CAREY
- 노암 머로
- 매티스 반 헤이닌겐 주니어